# Los puritanos de Escocia
Los puritanos de Escocia (título original en italiano, I Puritani di Scozia), más conocida solo como Los puritanos, es una ópera en tres actos con música de Vincenzo Bellini y libreto en italiano de Carlo Pepoli, basado en el drama Têtes rondes et cavaliers, de Jacques-François Ancelot y X. Boniface Saintine. Algunos indican que el libreto también está basado en la novela Old Mortality de Walter Scott, pero otros solo encuentran relación con el lugar y los hechos políticos que son narrados. Se estrenó el 24 de enero de 1835 en el Théâtre Italien de París. Fue la última obra del compositor, que murió poco después de su estreno.

## Características musicales
Narra el drama amoroso de Elvira y Arturo en plena guerra civil entre los puritanos, partidarios de Oliver Cromwell, y los realistas que apoyaban a la casa de los Estuardo.
Para muchos, el libreto es un poco confuso y poco creíble. Sin embargo, la música de Bellini está entre la más cuidada y hermosa que compuso. Su esfuerzo fue resultado de la inquietud que generaba el componer una ópera para el público parisino. En esta labor fue apoyado por Rossini, que por entonces triunfaba en la ciudad.
En Los puritanos se muestra la faceta melancólica de Bellini. El fraseo es de gran elegancia, y la ópera demanda capacidades vocales importantes de los cantantes. Es particularmente difícil para sopranos y barítonos.

## Historia

### Composición
Bellini compuso su última obra en nueve meses, desde abril del año 1834 a enero del 1835: una gestación insólitamente larga para lo que era habitual en la época. Durante este período, el diseño dramático sufrió numerosos cambios y el compositor tuvo que guiar paso a paso el trabajo del inexperto libretista.
Inicialmente estructurada en dos actos, la ópera se dividió en tres actos poco antes de su estreno. Para esta ocasión, y por consejo de Rossini, Bellini añadió un dúo entre Giorgio y Riccardo, como final del segundo acto, que sustituyó un breve recitativo.
La víspera del estreno, la duración excesiva de la obra impuso el corte de tres piezas, hoy en día a menudo añadidas:
- El cantabile del terceto entre Arturo, Riccardo y Enriqueta (acto I) Se il destino a te m'invola
- El cantabile del dúo entre Arturo y Elvira (acto III) Da quel dì ch'io ti mirai
- La "stretta" del final (acto III) Ah! sento o mio bell'angelo

### Representaciones
Se estrenó en el Théâtre-Italien en París, el 24 de enero de 1835, donde tuvo una acogida triunfal.
El reparto era prodigioso:
- Giulia Grisi en el papel de Elvira.
- Giovanni Battista Rubini en el papel de Arturo.
- Antonio Tamburini en el papel de Riccardo.
- Luigi Lablache en el papel de Giorgio.

La ópera fue repetida cada temporada en París y en Londres, siempre con el mismo elenco, convirtiéndose en el legendario cuarteto de los Puritanos.
Al mismo tiempo, Bellini compuso una versión alternativa para la famosa María Malibrán, quien la iba a cantar en el Teatro San Carlos de Nápoles, en la cual, además de estar ausente el dúo entre Giorgio y Riccardo, presenta numerosas diferencias menores, particularmente en la tonalidad y las líneas melódicas, debidas a la diferencia de distribución de los papeles entre Elvira (mezzosoprano) y Riccardo (tenor). Esta versión no fue jamás montada en el curso del siglo XIX, sino que se estrenó en abril del año 1986 en el Teatro Petruzzelli de Bari.
Esta ópera se representa poco; en las estadísticas de Operabase aparece la n.º 109 de las óperas representadas en 2005-2010, siendo la 40.ª en Italia y la tercera de Bellini, con 31 representaciones en el período.

## Personajes
| Personaje                                                                              | Tesitura     | Elenco del estreno, 24 de enero de 1835 (Director: ) |
| -------------------------------------------------------------------------------------- | ------------ | ---------------------------------------------------- |
| Lord Arturo Talbo                                                                      | tenor        | Giovanni Battista Rubini                             |
| Elvira, prometida de Arturo                                                            | soprano      | Giulia Grisi                                         |
| Sir Riccardo Forth, el líder puritano enamorado de Elvira                              | barítono     | Antonio Tamburini                                    |
| Sir Giorgio Valton, tío de Elvira                                                      | bajo         | Luigi Lablache                                       |
| Lord Gualtiero Valton, padre de Elvira y hermano de Giorgio                            | bajo         | Luigi Profeti                                        |
| Sir Bruno Robertson                                                                    | tenor        | M. Magliano                                          |
| Enrichetta di Francia, viuda de Carlos I                                               | mezzosoprano | Maria Amigo                                          |
| Soldados, heraldos, portaestandartes, puritanos, damas y caballeros, pajes, sirvientes |              |                                                      |

## Argumento
La ópera se desarrolla cerca del año 1650, en un castillo en los alrededores de Plymouth, Inglaterra. 

### Acto I
Cuadro primero.
Exterior de la ciudadela de Plymouth. Los soldados puritanos que combaten bajo el mando de Cromwell auguran un próximo fin a la guerra civil que sostienen contra los realistas. Como después de encarnizadas luchas dominan ya la mayor parte del territorio inglés, no dudan ni un instante en que la victoria será favorable a sus ejércitos. Entre los combatientes se encuentra sir Ricardo Forth, quien está enamorado de Elvira, hija del gobernador de la ciudadela, lord Walton. El caballero puritano expone al padre de su amada el amor que esta le inspira y su pretensión de obtener un día su mano. Pero lord Walton declina el honor de la petición y elude por el momento comprometerse a nada, alegando no estar del todo convencido de que su hija corresponde a esta pasión. Sir Ricardo expresa su contrariedad y desconsuelo ante esta evasiva, con su hermosa canción: " ¡Ah, flor de amor para mí perdida! "
Cuadro segundo.
Antecámara de Elvira. Ésta se encuentra en escena escuchando a su tío, sir George, el cual le da cuenta de haber persuadido a su padre de no obligarla a aceptar por esposo a sir Ricardo. De pronto, suenan las trompetas anunciando la llegada de lord Arturo, caballero realista del cual está enamorada Elvira, a pesar de la oposición de sus ideas políticas. Entra lord Arturo trayendo varios presentes entre los que ofrece un amplio y fino velo blanco de desposada.
Al poco tiempo de hallarse el caballero realista en la ciudadela de Plymouth descubre que Enriqueta de Francia, viuda del desventurado Carlos I, está prisionera en la fortaleza y su destino va a ser semejante al del infortunado rey. Su lealtad hacia la causa de sus soberanos le decide a libertarla valiéndose de su inmunidad en aquel lugar y aún a costa de su mismo amor.
Aprovechando un descuido, introduce a la reina en la antecámara y la cubre con el amplio velo de desposada destinado a Elvira. Los centinelas y guardias, confundiéndola con la hija del gobernador, la dejan salir sin dificultad. Al descubrirse la evasión, Elvira cree que su amado la ha abandonado por otra mujer y es tan grande su pena, que enloquece de repente. Los caballeros puritanos que la rodean juran solemnemente vengar la supuesta infamia de lord Arturo.

### Acto II
Campamento de los puritanos. Los pregones anuncian que lord Arturo Talbot ha sido condenado a muerte por el Parlamento por haber ayudado a la reina Enriqueta a escapar de su encierro. Aparece la demente Elvira y canta una dulce melodía de añoranza que en el desconcierto de su sinrazón le recuerda a su amado.
Entra el tío de Elvira, sir George, acompañado de sir Ricardo Forth, al cual suplica que interceda para conseguir el perdón de lord Arturo. El caballero rival se deja convencer al fin y promete obtener dicho perdón si lord Arturo se presenta en el campamento sin armas y abjurando de sus ideales realistas. Sir George acepta esas condiciones que dice transmitirá a su protegido. Finalmente, los dos caballeros puritanos brindan su lealtad a la causa por la cual combaten, en un espléndido dueto: "Suenen, suenen los clarines".

### Acto III
Jardín contiguo a la morada de Elvira. Lord Arturo, perseguido y acosado por sus enemigos, aguarda con ansia la oportunidad de poder alejarse de Inglaterra. Pero antes de abandonar definitivamente a su patria, desea ver a Elvira por última vez. Con este propósito merodea por los alrededores de donde habita su amada esperando que el destino les coloque frente a frente.
Entra Elvira en el jardín y al divisar inesperadamente a lord Arturo su alegría es tan intensa, que de pronto parece haber recobrado la razón. Llena de gozo, canta: "Ven, ven a mis brazos". Súbitamente suena el redoble de los tambores de la tropa que se acerca. Ante el peligro que corre su amado, Elvira sufre un nuevo desvarío.
Los soldados puritanos capturan al caballero realista y cumpliendo la orden dada por el Parlamento, se disponen a ejecutarlo. Pero en el preciso instante llega un mensajero trayendo un mandato de Cromwell en el que se da cuenta de la derrota de los realistas y del indulto general concedido por el dictador a todos los prisioneros de guerra. Elvira, al ver liberado a lord Arturo, recobra de nuevo la razón y amorosamente se cobija en sus brazos, esta vez para siempre.

## Arias destacadas

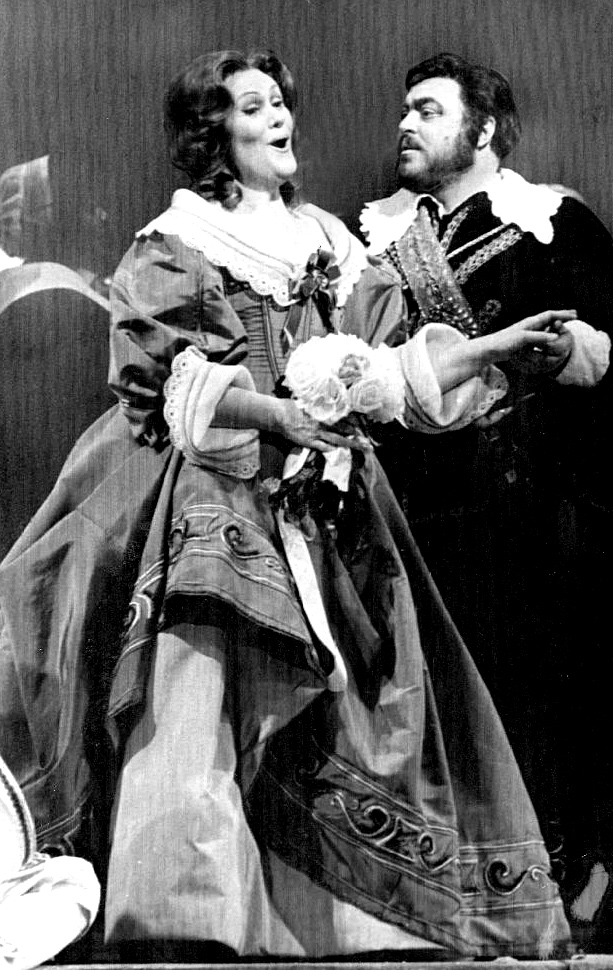
Foto de Luciano Pavarotti y Joan Sutherland en I Puritani

Entre las arias importantes a destacar encontramos: 
- Cav. y Cn.: "A Te, o cara" (Acto I, Cuadro III)
- Cav. y C.: "Ah sì, son vergin vezzosa" (Acto I, Cuadro III) aria para soprano con coloraturas extremas donde la soprano tiene que mostrar un gran abanico de tonalidades. Son memorables los trabajos hechos por Maria Callas, Joan Sutherland, Mariella Devia, Montserrat Caballé, Sumi Jo o Mado Robin
- S. y Cn.: "Credeasi, misera!" (Acto III) aria para tenor caracterizada por tener un FA sobreagudo interpretado por muy pocos tenores, entre los que cabe destacar: Alfredo Kraus, Javier Camarena,  Luciano Pavarotti, William Matteuzzi, Nicolai Gedda, Chris Merritt y Lawrence Brownlee.

## Grabaciones
| Año  | Elenco (Elvira, Arturo, Riccardo, Giorgio)                              | Director, Teatro de ópera y orquesta                                          | Sello discográfico    |
| ---- | ----------------------------------------------------------------------- | ----------------------------------------------------------------------------- | --------------------- |
| 1953 | Maria Callas, Giuseppe Di Stefano, Rolando Panerai, Nicola Rossi-Lemeni | Tullio Serafin, Coro y Orquesta de La Scala                                   | CD: EMI (muy cortada) |
| 1969 | Mirella Freni, Luciano Pavarotti, Sesto Bruscantini, Bonaldo Giaiotti   | Riccardo Muti, Coro y Orquesta de la RAI de Roma                              | CD: Nuova Era         |
| 1973 | Joan Sutherland, Luciano Pavarotti, Piero Cappuccilli, Nicolai Ghiaurov | Richard Bonynge, Orquesta Sinfónica de Londres y Coro de la Royal Opera House | CD: London            |
| 1979 | Montserrat Caballé, Alfredo Kraus, Matteo Manuguerra, Agostino Ferrin   | Riccardo Muti, Orquesta Philharmonia y el Coro Ambrosiano                     | CD: EMI Classics      |